# Taro Kagawa
Taro Kagawa, född 9 augusti 1922 i Hyōgo prefektur, Japan, död 6 mars 1990, var en japansk fotbollsspelare.